# Oyrareingir
Oyrareingir (IPA: [ˈɔiɹaɹˌɔnʤɪɹ]) är en ort på Färöarna, belägen på huvudön Streymoy i Torshamns kommun. Oyrareingir nämns första gången 1584. och hade vid folkräkningen 2015 42 invånare.

## Befolkningsutveckling
| Befolkningsutvecklingen i Oyrareingir 1985–2015 | Befolkningsutvecklingen i Oyrareingir 1985–2015 | Befolkningsutvecklingen i Oyrareingir 1985–2015 | Befolkningsutvecklingen i Oyrareingir 1985–2015 | Befolkningsutvecklingen i Oyrareingir 1985–2015 |
| ----------------------------------------------- | ----------------------------------------------- | ----------------------------------------------- | ----------------------------------------------- | ----------------------------------------------- |
|                                                 |                                                 |                                                 |                                                 |                                                 |
| År                                              |                                                 |                                                 | Folkmängd                                       |                                                 |
| 1985                                            | 1985                                            |                                                 | 15                                              |                                                 |
| 1990                                            | 1990                                            |                                                 | 17                                              |                                                 |
| 1995                                            | 1995                                            |                                                 | 25                                              |                                                 |
| 2000                                            | 2000                                            |                                                 | 42                                              |                                                 |
| 2005                                            | 2005                                            |                                                 | 43                                              |                                                 |
| 2010                                            | 2010                                            |                                                 | 37                                              |                                                 |
| 2015                                            | 2015                                            |                                                 | 42                                              |                                                 |
|                                                 |                                                 |                                                 |                                                 |                                                 |